# Пазиков, Олег Хабирович
Олег Хабирович Пазиков (20 июля 1947, Чимкент, Южно-Казахстанская область, Казахская ССР — 12 июля 2015, Москва, Россия) — один из основателей чернобыльского движения в СССР.

## Биография
Родился в 1947 в Чимкенте (Казахская ССР) в семье Хабира Пазикова — первого секретаря Южно-Казахстанского обкома ВКП(б).
В 1953 году отца Олега Пазикова переводят из Казахстана на работу в Москву, в аппарат Совета Министров. С того времени вся жизнь Олега Хабировича связана со столицей.
Несмотря на высокое положение отца, Олег трудовую жизнь начал рано — после окончания восьмого класса, освоил многие профессии (электросварщик, электрик, горнорабочий Мосметростроя, механик в рефрижераторном депо, геологом, журналист центральной молодёжной прессы, начцеха на заводе). В конце 60-х годов он работал в Западной Сибири на освоении нефтяных богатств. А 1973—1975 году по комсомольской путёвке он трудился на строительстве Камского автозавода и Нижнекамской ГЭС в Набережных Челнах. После аварии на ЧАЭС в 1987 — 88 годах Пазиков участвовал в ликвидации её последствий.
После окончания восьмого класса Олег Пазиков без отрыва от работы сдал экзамены экстерном за курс средней школы и поступил на заочное отделение в Московский геологоразведочный институт. Впоследствии, занявшись журналистикой, поступил в Высшую школу профсоюзного движения ВСЦПС.
После окончания ВШПД ВЦСПС преподавал экономические дисциплины во Всесоюзном заочном инженерно-строительном институте, был заведующим лаборатории экономического образования Института повышения квалификации Министерства приборостроения СССР.
В постперестроечные годы окончил отделение «Бизнес» Плехановского института народного хозяйства.
В 1993 году Олег Хабирович Пазиков после болезни получил инвалидность — сказалась работа ликвидатором.
Олег Пазиков возглавлял региональную общественную организацию инвалидов «Общество помощи инвалидов — чернобыльцев», работал главным редактором своей частной газеты «Твоя правда», являлся депутатом Головинского муниципального Собрания города Москвы.

## Ликвидация последствий аварии на ЧАЭС
Олег Пазиков отправился на работы по ликвидации последствий по собственному желанию. До этого перевода на ликвидацию последствий аварии Пазиков работал заведующим лаборатории экономического образования Института повышения квалификации Министерства приборостроения СССР. Для того, чтобы добиться перевода на работу по ликвидации последствий аварий на ЧАЭС из учебного института Пазикову пришлось съездить в тридцатикилометровую зону, в сам Чернобыль и убедить местных начальников, что он им нужен. Но, когда он с бумагой на перевод вернулся в Москву в свой ИПК, то руководство института отказалось его отпускать. Пришлось подключать Фрунзенский райком КПСС и искать себе замену на место заведующего лаборатории.
В Чернобыле Олег Пазиков работал в Производственном объединении «Комбинат» Минатомэнерго СССР. Он занимался обеспечением ликвидаторов Объединения специальной защитной одеждой, средствами радиационной безопасности. Как человека общественно активного, Олега Хабировича избрали председателем профсоюзного комитета одного из подразделений Объединения. Пазиков, как журналист и человек творческий, организовал в Чернобыле литературное объединение «Чернобыльские четверги». Название родилось оттого, что члены литобъединения собирались еженедельно по четвергам в Доме культуры Чернобыля. Этот литературный клуб создавал определённый позитивный настрой для ликвидаторов в тридцатикилометровой зоне.

## Союз чернобыльцев
В июле 1988 года Олег Пазиков после работы на ЛПА на ЧАЭС вернулся в Москву и столкнулся с безразличием чиновников к проблемам и нуждам людей, участвовавших в ликвидации последствий аварии, что привело его к мысли создать Общественную организацию чернобыльцев, которая бы отстаивала интересы ликвидаторов во властных структурах, по примеру организации участников афганской войны — «Союз афганцев».
В августе 1988 года журналист Олег Пазиков появился у своих коллег в «Комсомольской правде». В то время там работала группа под названием «Фонд социальным изобретений», которую возглавлял журналист газеты Геннадий Олеференко. При поддержке этого Фонда был и создан «Союз афганцев».
В Фонде Пазикову поручили организовать инициативную группу по созданию Союза чернобыльцев. Вместе с ним этим же вопросом по рекомендации Фонда занялся Роберт Тиллес, кандидат технических наук, ликвидатор—чернобылец, работавший непосредственно на четвёртом блоке атомной станции.
Уже с сентября 1988 года инициативная группа еженедельно собиралась для проработки организационных вопросов по созданию всероссийской чернобыльской организации в музее Гражданской обороны СССР, который возглавлял ликвидатор подполковник Вячеслав Гришин.
В оргкомитет по созданию чернобыльской организации вошли специалисты в области атомной энергетики Серафим Булгаков, Семён Волощук (будущий первый председатель Госкомчернобыля РСФСР), учёный Лев Хитров и другие.
Олегу Пазикову поручили подготовить проект Устава «Союза Чернобыль» СССР". В то же время, как журналист, он начал через центральную прессу рассказывать о создании Всесоюзной организации чернобыльцев.
О создании «Союза Чернобыль» СССР впервые было объявлено в октябре 1988 года в московском театре «На досках» Сергея Кургиняна, когда на просмотр пьесы о Припяти, городе атомщиков ЧАЭС, собрались все активные ликвидаторы.
26 апреля 1989 года, в третью годовщину чернобыльской трагедии, после традиционной встречи ликвидаторов на Митинском кладбище в Москве в музее Гражданской обороны СССР состоялся Учредительный съезд «Союза Чернобыль» СССР". На съезде присутствовали представители чернобыльских организаций России, Украины и Белоруссии. На съезде было избрали Бюро Союза, в которое вошёл и Олег Пазиков. Союз был возглавлен научным сотрудником института ГеоХИ АН СССР, лауреатом Ленинской премии Львом Хитровым. Лев Михайлович занимался проблемами аварии на ЧАЭС с первых дней аварии.
Именно эту дату можно считать рождением чернобыльского движения в СССР.
Как представитель Правления «Союза Чернобыль» СССР Олег Пазиков присутствовал на учредительной конференции «Союза Чернобыль» Украины".
С первых дней создания общественного движения ликвидаторов Олег Пазиков, как журналист, мечтал создать чернобыльскую газету, и выпускать её не в Москве, а самой поражённой радиацией области в России — Брянской. Именно печатное издание должно было сплотить ликвидаторов России. Олег Хабирович придумал даже название для этого издания «Российский Чернобыль». В 1991 в Брянской области в городе Злынка сотрудники Госкомчернобыля РСФСР, журналисты Олег Пазиков и Станислав Троицкий выпустили пробный номер газеты «Российский Чернобыль», Газета вышла на базе злынковского районного издания под двумя названиями «Знамя» и «Российский Чернобыль». Этот номер вышел без какого-либо дополнительного финансирования на энтузиазме журналистов. Впоследствии эта газета стала выходить самостоятельно в Брянске. Первым Главным редактором этой газеты был Александр Громенко, друг Олега Пазикова. Газета выходит по настоящее время.
Олег Пазиков принял активное участие в создании московской городской чернобыльской организации. Так как Олег Пазиков проживал в Ленинградском районе столицы, то он посчитал нужным самому принять участие в создании организации «Союз Чернобыль» Ленинградского района". Его избрали Президентом этой организации. Поскольку вопрос официальной регистрацией «Союза Чернобыль» СССР" несколько затянулся, то на тот момент это была первая общественная организация чернобыльцев, официально зарегистрированная в СССР. Серьёзной акцией этой районной организации было совместно постановление с Ленинградским райисполкомом города Москвы о ликвидаторах района. Благодаря этому первому постановлению в СССР чернобыльцы района получили реальные льготы. Ликвидаторы, нуждающиеся в улучшении жилищных условий, получили квартиры, районная организация получила помещение и спонсорскую помощь.
15 мая 1991 года был принят Закон РСФСР «О социальной защите граждан, подвергшихся воздействию радиации вследствие катастрофы на Чернобыльской АЭС». Этот Закон направлен на защиту прав и интересов граждан Российской Федерации, оказавшихся в зоне влияния неблагоприятных факторов, возникших вследствие катастрофы на Чернобыльской АЭС 26 апреля 1986 года, либо принимавших участие в ликвидации последствий этой катастрофы. В разработке этих документов принимал участие и Олег Пазиков, который работал в 1991 году ведущим специалистом Госкомчернобыля РСФСР.
В 1998 году Олег Пазиков создал Некоммерческую организацию «Спортивный клуб инвалидов — чернобыльцев» для реабилитации ликвидаторов методами физкультуры.
В 2001 году, в годовщину 15-летия аварии на ЧАЭС Олег Пазиков организовал автопробег московских чернобыльцев по территории России и Белоруссии, которые подверглись радиоактивному загрязнению в результате аварии.
По всему маршруту участники автопробега были встречи с чернобыльцами — ликвидаторами, жителями проживающими на заражённых территориях. Этот автопробег широко освещался в местной прессе и в газете «Советский спорт». У участников пробега были встречи с главами местной администрации, они были приняты в Минске руководством Чернобыльского комитета Белоруссии.
В Смоленске участники автопробега встретились с Митрополитом Смоленским и Калининградским Кириллом, который ныне возглавляет Российскую Православную церковь. Митрополитом Кирилл высоко оценил подвиг чернобыльцев—ликвидаторов. Среди участников автопробега была творческая группа чернобыльцев — кинодокументалистов, которую возглавлял кинорежиссёр Александр Тычков. Александр Александрович был одним из первых работников кино, которые с первых дней вели кинолетопись подвига ликвидаторов. Кинодокументалисты, бывшие сотрудники военной киностудии Министерства обороны СССР чернобыльцы Александр Тычков и Алексей Редин создали фильм об этом автопробеге.
Олег Пазиков возглавлял региональную общественную организацию инвалидов «Общество помощи инвалидов — чернобыльцев». По его инициативе в Москве в старинном парке Михалково был создан мемориал чернобыльцам Головинского района.
Скончался 12 июля 2015 года в Москве.

## Семья
Родители:
- отец Пазиков Хабир Мухарамович (1896-1975) был первым секретарём Южно-Казахстанского обкома ВКП(б),
- мать Пазикова Маймуна Ассадуловна — домашняя хозяйка, ранее работала учительницей.

Сестра
- Пазикова Наиля Хабировна — после окончания восточного отделения (турецкий язык) филологического факультета МГУ работала в Радиокомитете СССР.

Сыновья:
- Старший — Пазиков Тимур Олегович — после окончания юридического института отслужил в армии срочную службу, на время создания страницы работал инженером в компьютерной фирме.
- Младший — Пазиков Артём Олегович — на время создания страницы учился на последнем курсе Екатеринбургского высшего артиллерийского командного училища (военный институт).